# Датога (народ)

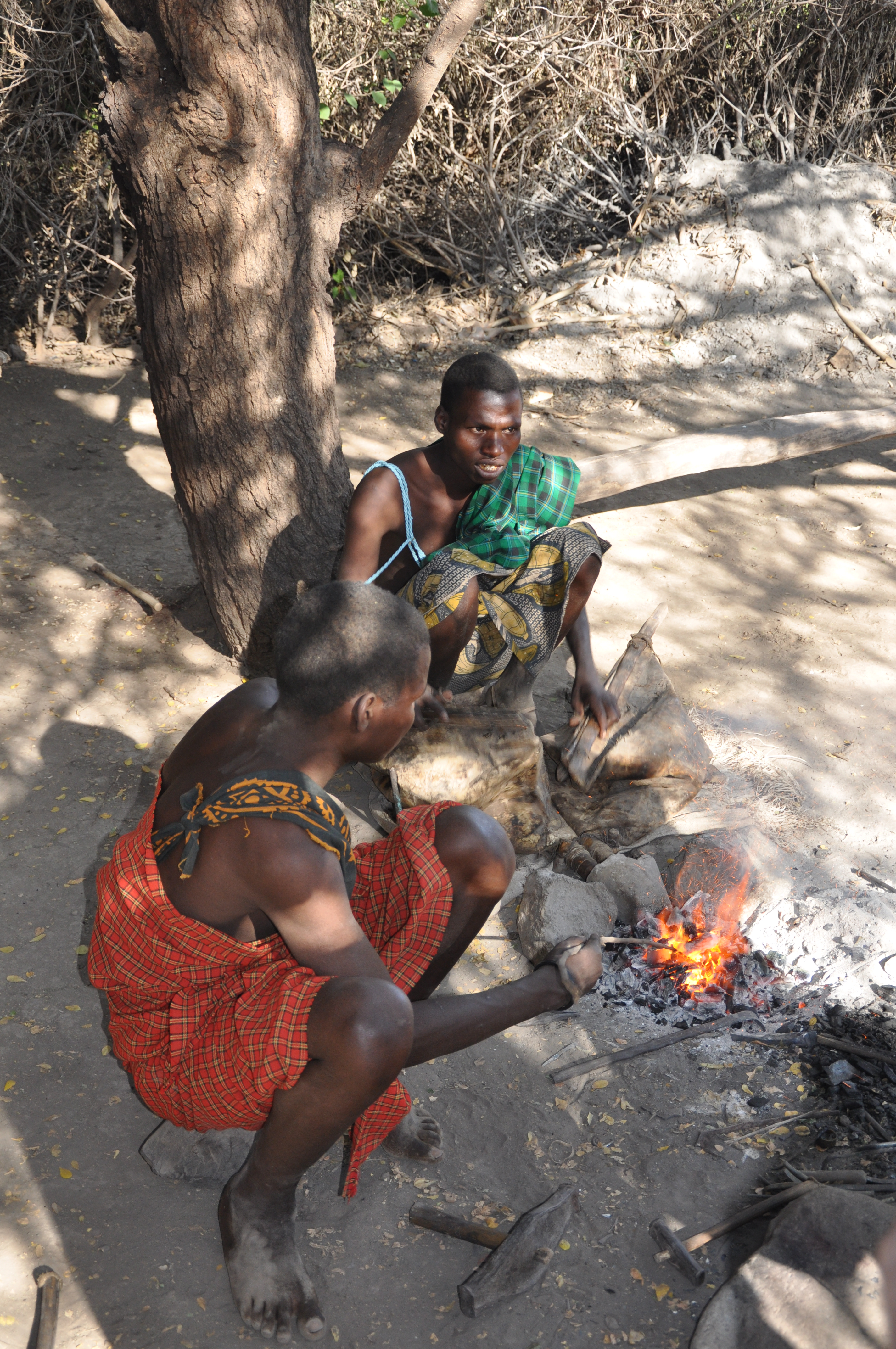
Металлообработка

Датога (татог, мангати, барабайг, англ. datooga) — нилотский народ, обитающий в центральных областях Танзании (Сингида), со всех сторон окружённых бантуязычным населением. Численность — 87 798 человек (2000). Говорят на языке датога ветви омотик-датога нилотской ветви кир-аббайской семьи восточносуданской надсемьи нило-сахарской макросемьи языков.

## Религия
Датог придерживаются традиционных верований, но часть из них мусульмане-сунниты или христиане.

## Хозяйственная деятельность и бытовые традиции
Основное занятие — скотоводство (держат крупный рогатый скот — зебу, овец, коз и ослов). В небольшом объеме выращивают бобовые, тыкву и кукурузу, возделывая землю ручным способом. Датог славятся своим кузнечным ремеслом, выделкой кож и плетением.

## Семейные традиции
У датог сохраняется патриархальная расширенная семья и полигамные патрилокальные браки. Отчетливо выражена система возрастных классов и разделение труда между полами. Наследование осуществляется по мужской линии. Приобретая жену, мужчина должен заплатить родителям невесты выкуп скотом. По своему культурно-хозяйственному типу датог близки к масаям.

## Происхождение
Скотоводы датог, по-видимому, пришли в регион проживания хадза в начале XVIII века, когда масаи вытеснили их из кратера Нгоронгоро. Однако непосредственные контакты датог с хадза произошли значительно позднее, в начале XX века, когда под натиском ираку датог были вытеснены также из районов современного проживания ираку.